# 石原氏色盲檢測圖
石原氏色盲检测图是一种检测色觉障碍的方法，得名于它的发明者，日本东京帝國大学教授石原忍。石原氏最早的检测图发表于1917年。
这种测试图包括一系列彩色圆盘，称为“石原盘”，每个圆盘内布满多种颜色和大小的圆点。其中一部分圆点以色盲者不易区分的颜色组成一个或几个数字。色觉正常者能够很容易分辨出这些数字，而色盲患者则无法或很难分辨或是判斷錯誤。全套的石原氏检测图包括38个色盘，通常在仅使用前几个色盘就能够检测出色觉障碍，对前24个色盘进行全部测试后能够对色觉缺陷的程度作出更准确的诊断。
測驗時，受測者須與石原盤距離75公分，角度為45度。受測者最長只能思考3秒，超過時間即視同無法辨識。檢測人員應於測驗開始前告知受測者受測方式，避免於受測時提供受測者暗示（如暗示數字有幾個）。並且應用乾淨白色手套觸摸石原盤不宜直接用手碰觸，以避免石原盤顏色變質影響測驗效果。
不管是有幾個色盤的版本，石原盤原則上均有下列5種類型：
- 第1類盤（基本型）：無論是否有色覺障礙，均應看見相同的數字或線條，用以確認受測者沒有其他視覺障礙。
- 第2類盤（變化型）：正常色覺者與紅綠色盲者所看見的數字或線條不同。
- 第3類盤（消失型）：正常色覺者能看見數字或線條，紅綠色盲者看不見。
- 第4類盤（隱蔽型）：正常色覺者看不見數字或線條，紅綠色盲者能看見。
- 第5類盤（分類型）：紅色盲者與綠色盲者所看見的數字或線條不同，用以檢測色盲類型。

部分版本的石原盤將線條改為圓形缺口，受測者須指出缺口的位置。
在日本，另外有「學校用色覺檢查表」及「平假名色盲檢查表」。前者有10個石原盤，後者則有12個，其檢測原理與傳統石原盤相同。

No. 1（12）
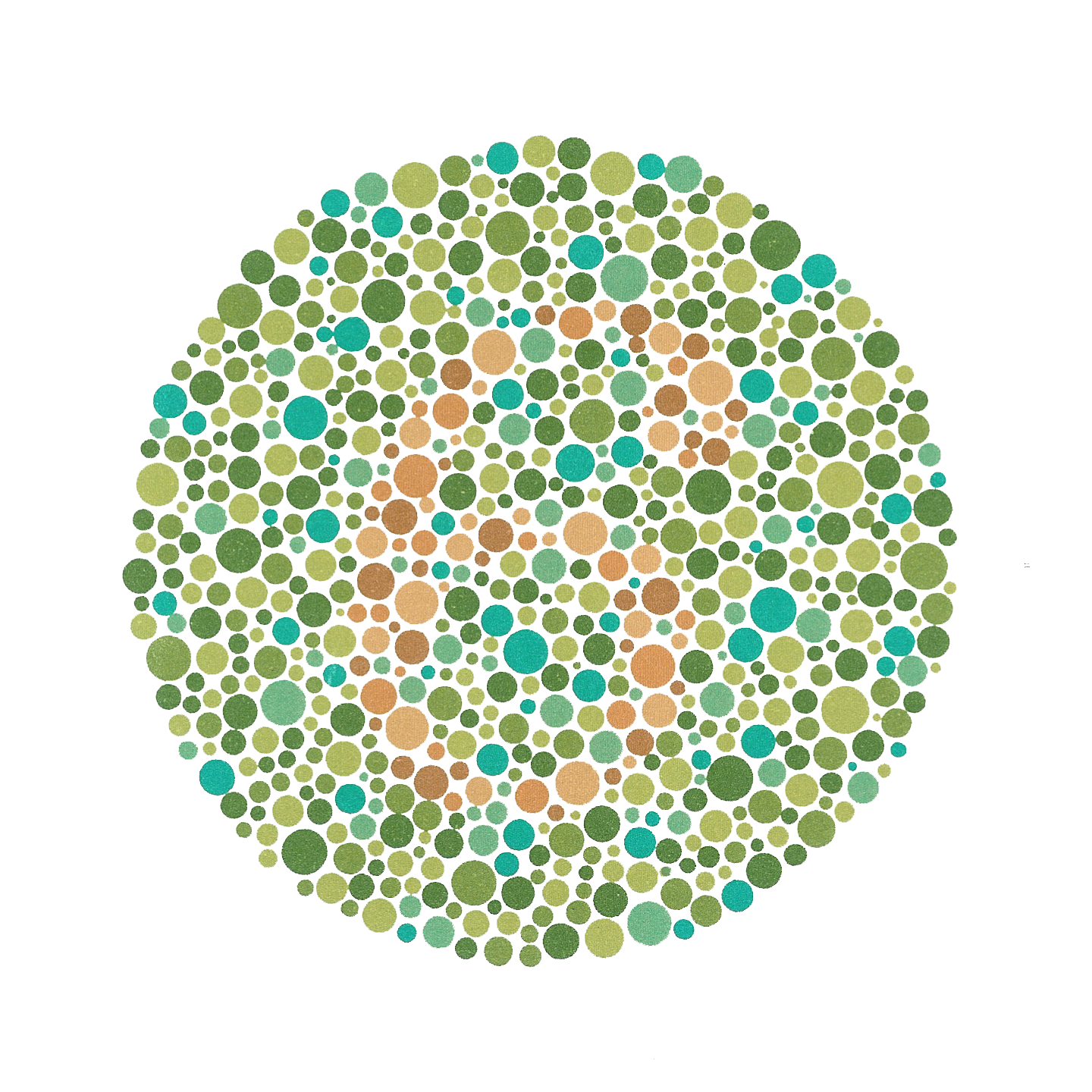
No. 13（6）
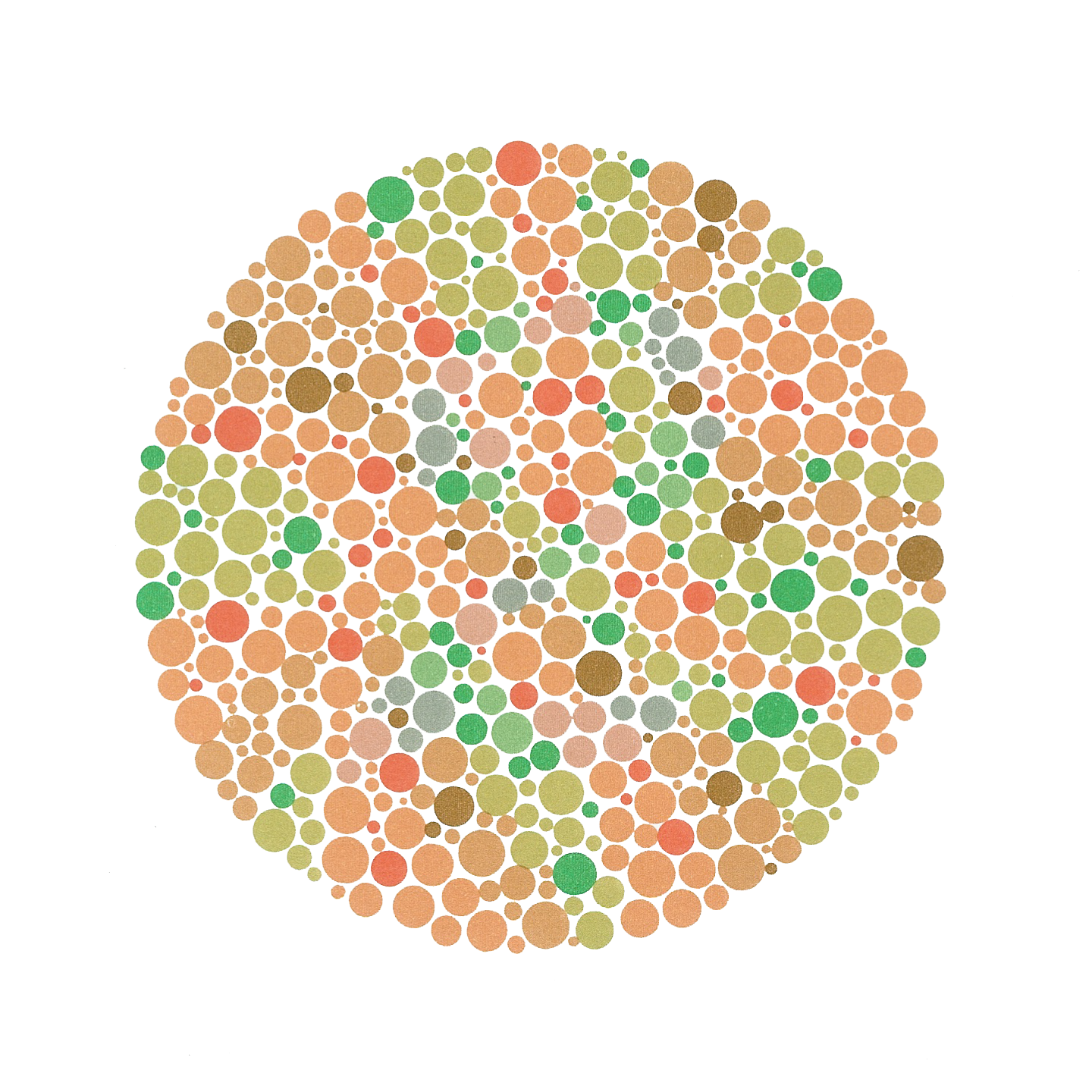
No. 19（沒有數字；紅綠色盲者會看到2）
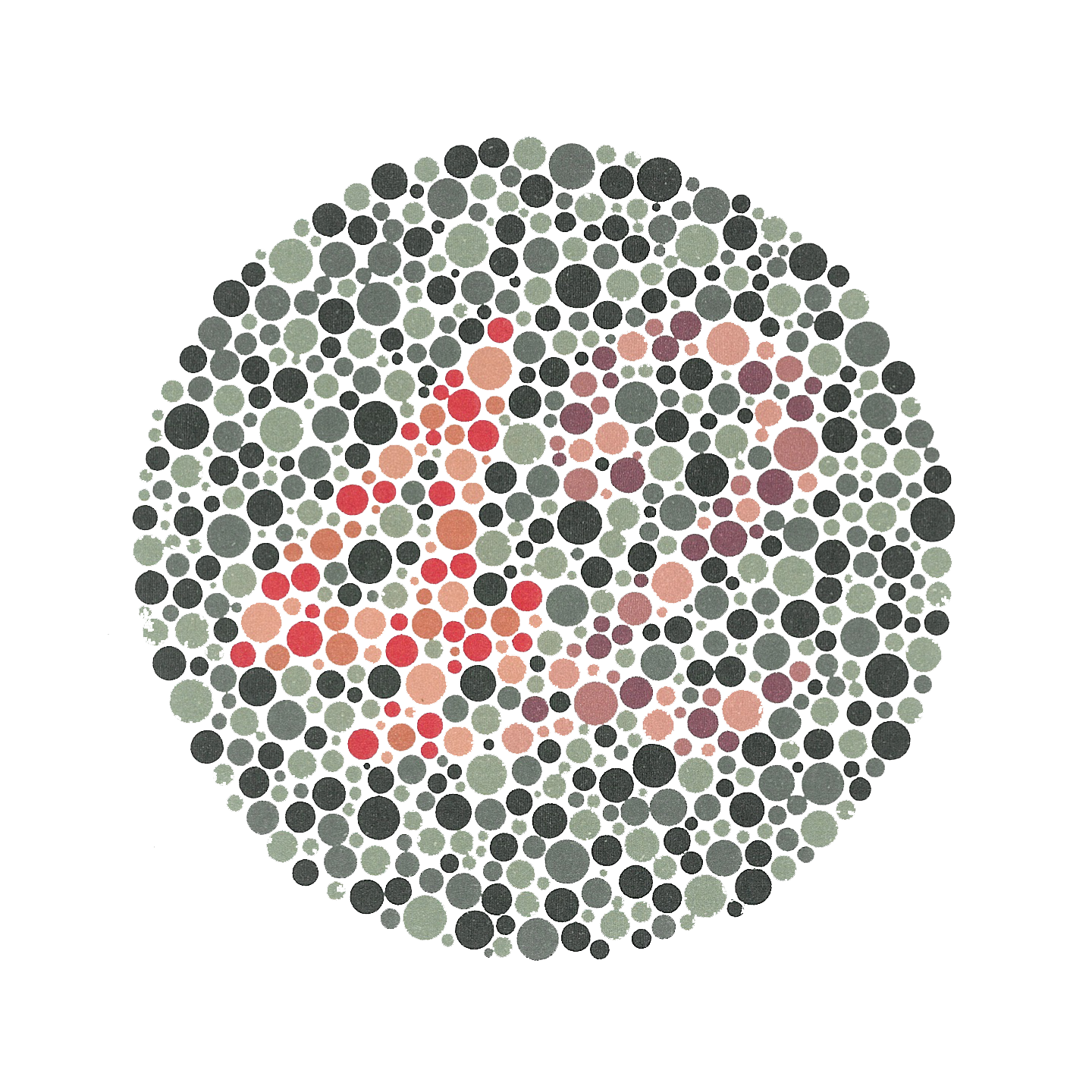
No. 23（42）